# Harbuzîn, Korsun-Șevcenkivskîi
Harbuzîn (în ucraineană Гарбузин) este un sat în orașul raional Korsun-Șevcenkivskîi din regiunea Cerkasî, Ucraina.

## Demografie
Componența lingvistică a localității Harbuzîn
     Ucraineană (97,71%)
     Rusă (1,99%)
     Alte limbi (0,18%)
Conform recensământului din 2001, majoritatea populației localității Harbuzîn era vorbitoare de ucraineană (97,71%), existând în minoritate și vorbitori de rusă (1,99%).